# Thalassodes albomaculata
Thalassodes albomaculata là một loài bướm đêm trong họ Geometridae.